# Muay thai en los Juegos Mundiales de 2022
El Muay thai en los Juegos Mundiales de 2022 es uno de los deportes que formaron parte de los juegos Mundiales de 2022 celebrados en Birmingham, Alabama durante el mes de julio de 2022, y se llevó a cabo en el Boutwell Memorial Auditorium, siendo la segunda ocasión que el Muay thai forma parte del programa de deportes de los Juegos Mundiales.

## Participantes
- Afganistán (2)
- Australia (2)
- Austria (2)
- Brasil (2)
- Canadá (2)
- República Checa (2)
- Finlandia (1)
- Francia (3)
- Alemania (1)
- Reino Unido (2)
- Grecia (1)
- Hong Kong (1)
- Hungría (2)
- Irán (3)
- Irak (2)
- Israel (2)
- Italia (2)
- Kazajistán (2)
- Malasia (2)
- Mauricio (2)
- México (1)
- Marruecos (4)
- Perú (1)
- Filipinas (2)
- Polonia (3)
- Portugal (2)
- Arabia Saudita (2)
- Singapur (1)
- Eslovaquia (2)
- Corea del Sur (1)
- España (1)
- Suecia (3)
- Tailandia (5)
- Turquía (4)
- Ucrania (5)
- Emiratos Árabes Unidos (4)
- Estados Unidos (12)
- Uzbekistán (3)
- Vietnam (2)

## Resultados

### Masculino
| Evento    | Oro                   | Plata                | Bronce            |
| --------- | --------------------- | -------------------- | ----------------- |
| – 57 kg   | Nguyễn Trần Duy Nhất  | Almaz Sarsembekov    | Vladyslav Mykytas |
| – 63.5 kg | Igor Liubchenko       | Weerasak Tharakhajad | Nouredine Samir   |
| – 67 kg   | Anueng Khatthamarasri | Hamza Rachid         | Norbert Speth     |
| – 71 kg   | Thanet Nitutorn       | Oleksandr Yefimenko  | Jordan Weiland    |
| – 81 kg   | Aaron Ortiz           | Diogo Calado         | Ilyass Hbibali    |
| – 91 kg   | Oleh Pryimachov       | Mathew Baker         | Łukasz Radosz     |

### Femenino
| Evento    | Oro                 | Plata              | Bronce              |
| --------- | ------------------- | ------------------ | ------------------- |
| – 48 kg   | Anastasiia Kulinich | Regan Gowing       | Janet Garcia Borbon |
| – 51 kg   | Monika Chochlíková  | Meriem El Moubarik | Gabriela Kuzawińska |
| – 54 kg   | Sveva Melillo       | Ashley Thiner      | Laura Burgos        |
| – 57 kg   | Iman Barlow         | Tierra Brandt      | Patricia Axling     |
| – 60 kg   | Charlsey Maner      | Nili Block         | Ajsa Adel Sandorfi  |
| – 63.5 kg | Zoe Putorak         | Nora Cornolle      | Erin Clayton        |

## Medallero
| Rank                | País                   | Oro | Plata | Bronce | Total |
| ------------------- | ---------------------- | --- | ----- | ------ | ----- |
| 1                   | Ucrania                | 3   | 1     | 0      | 4     |
| 2                   | Estados Unidos         | 2   | 3     | 0      | 5     |
| 3                   | Tailandia              | 2   | 1     | 0      | 3     |
| 4                   | Australia              | 1   | 0     | 0      | 1     |
| 4                   | Eslovaquia             | 1   | 0     | 0      | 1     |
| 4                   | Italia                 | 1   | 0     | 0      | 1     |
| 4                   | Vietnam                | 1   | 0     | 0      | 1     |
| 4                   | Reino Unido            | 1   | 0     | 0      | 1     |
| 9                   | Marruecos              | 0   | 2     | 0      | 2     |
| 10                  | Canadá                 | 0   | 1     | 0      | 1     |
| 10                  | Francia                | 0   | 1     | 0      | 1     |
| 10                  | Israel                 | 0   | 1     | 0      | 1     |
| 10                  | Kazajistán             | 0   | 1     | 0      | 1     |
| 10                  | Portugal               | 0   | 1     | 0      | 1     |
| 15                  | Emiratos Árabes Unidos | 0   | 0     | 2      | 2     |
| 15                  | Hungría                | 0   | 0     | 2      | 2     |
| 15                  | Polonia                | 0   | 0     | 2      | 2     |
| 18                  | México                 | 0   | 0     | 1      | 1     |
| 18                  | Suecia                 | 0   | 0     | 1      | 1     |
| Totales (19 países) | Totales (19 países)    | 12  | 12    | 8      | 32    |